# Saint-Igny-de-Roche
Saint-Igny-de-Roche település Franciaországban, Saône-et-Loire megyében. Lakosainak száma 776 fő (2022. január 1.). Saint-Igny-de-Roche Chauffailles, Belmont-de-la-Loire, Écoche, Coublanc és Tancon községekkel határos.

## Népesség
A település népessége az elmúlt években az alábbi módon változott:
| Lakosok száma | 744  | 752  | 772  | 766  | 763  | 763  | 763  | 766  | 776  |
|               | 2013 | 2015 | 2016 | 2017 | 2018 | 2019 | 2020 | 2021 | 2022 |